# Uruguai nos Jogos Paralímpicos
O Uruguai participou pela primeira vez dos Jogos Paralímpicos em 1992, e enviou atletas para competirem em todos os Jogos Paralímpicos de Verão desde então. Por outro lado, o país nunca participou de um edição dos Jogos Paralímpicos de Inverno.